# کات اند شوت (تگزاس)
کات اند شوت، تگزاس(به انگلیسی: Cut and Shoot, Texas) شهری در ایالت تگزاس از ایالات جنوبی ایالات متحده آمریکا است. در سرشماری سال ۲۰۰۰، جمعیت این شهر ۱۱۵۸ نفر اعلام شد.